# Duke R. Lee
Duke R. Lee, all'anagrafe Duke Regene Lee (Prince Henry County, 13 maggio 1881 – Los Angeles, 1º aprile 1959), è stato un attore statunitense.
Specializzato in western, usava talvolta il nome Duke Lee.

## Biografia
Il suo primo film risale al 1913: debuttò in 101 Ranch Film, un western della 101-Bison. Sarà il primo di una carriera che lo vedrà, in ruoli da protagonista o di caratterista, apparire in 105 film. Lavorò anche come aiuto regista in The Pointing Finger, una pellicola del 1919.
Nel 1922, ebbe il ruolo di Buffalo Bill nel serial diretto da Edward Laemmle dal titolo In the Days of Buffalo Bill.
Presenza costante nel cinema di John Ford con il quale cominciò a lavorare nel 1917, Lee apparve sullo schermo per l'ultima volta nel 1946 proprio in un suo film, Sfida infernale, dove ricopriva un ruolo marginale.
Duke R. Lee morì il 1º aprile 1959 all'età di 77 anni a Los Angeles.

## Filmografia parziale
- 101 Ranch Film (1913)
- Il pastore di anime (The Soul Herder), regia di John Ford (1917)
- Centro! (Straight Shooting), regia di John Ford (1917)
- Cuor di selvaggio (The Savage), regia di Rupert Julian (1917)
- Indemoniato (Hell Bent), regia di John Ford (1918)
- The Lure of the Circus, regia di J.P. McGowan - serial (1918)
- The Best Bad Man, regia di Edward A. Kull (1919)
- I proscritti di Poker Flat (The Outcasts of Poker Flat), regia di John Ford (1919)
- Pistola contro gentiluomo (A Gun Figthin' Gentleman), regia di John Ford (1919)
- Vanishing Trails, regia di Leon De La Mothe - serial cinematografico (1920)
- Jim il minatore ('If Only' Jim), regia di Jacques Jaccard (1920)
- In the Days of Buffalo Bill serial, regia di Edward Laemmle (1922)
- The Oregon Trail, regia di Edward Laemmle - serial (1923)
- The Red Rider, regia di Clifford Smith (1925)
- Pistole fiammeggianti (Flaming Guns), regia di Arthur Rosson (1932)
- Il prigioniero dell'isola degli squali (The Prisoner of Shark Island), regia di John Ford (1936)
- Ombre rosse (Stagecoach), regia di John Ford (1939)
- Sfida infernale (My Darling Clementine), regia di John Ford (1946)

### Aiuto regista
- The Pointing Finger, regia di Edward A. Kull e Edward Morrissey (1919)